# جوشولو
جوشولو (به لاتین: Josholu) یک رود در قرقیزستان است که در استان اوش واقع شده‌است.